# Koutammakou
A região Koutammakou no nordeste do Togo, estendendo-se para o vizinho Benin, é o domínio dos Batammariba (também chamados Katammariba ou Temberma), onde se encontram as famosas casas de barro em forma de torre, chamadas Takienta (ou Tatas), únicas em África, e que se tornaram um símbolo de Togo. Nesta paisagem cultural, de 50 mil hectares (região Kara, a 10º 04’ N-1º 08’ E), a natureza está fortemente associada aos rituais e crenças esta população, que utiliza os seus recursos de forma harmoniosa e, por essa razão, foi inscrita na lista do Património Mundial pela UNESCO, em 2004.
As Takienta são circulares e têm geralmente dois andares, por vezes encimadas por um celeiro, também feito de terra, de forma quase esférica. Outras têm telhado plano e outras ainda são cobertas por capim, numa forma cónica. O conjunto da habitação comprende sempre um celeiro, um estábulo para as cabras e um pátio usado para as cerimónias rituais. A aldeia, de que Nadoba é um exemplo bem conhecido e procurado pelos turistas, inclui ainda outros espaços cerimoniais, como fontes, rochas, locais para os ritos de iniciação e, por vezes, catacumbas para os seus mortos.
Os Katammariba, cujo país é atravessado pelo rio Kéran, são ainda conhecidos pela criação de galinhas do mato e pela comercialização dos seus ovos. No entanto, esta riqueza cultural não se traduziu no melhoramento das condições de vida deste povo. Apesar das centenas de milhares de turistas que anualmente vivitam Nadoba e que deixam no país biliões de francos CFA, a estrada que ali conduz continua em terra batida e impraticável durante a época das chuvas. Os jovens são forçados a emigrar para as cidades e assim vão perdendo muitas das suas características culturais, incluindo a própria construção e manutenção das Takienta. Finalmente, a cultura do algodão e o gado permitem a alguns construir casas melhoradas e, assim, descurar as tradicionais, muitas das quais se encontram a cair em ruínas.